# Tetrafluoruro di xeno
Il tetrafluoruro di xenon è il composto binario dello xenon tetravalente con il fluoro, avente formula molecolare XeF4. Fu il primo composto binario di un gas nobile ad essere sintetizzato. In esso lo xenon si trova allo stato di ossidazione +4, valore che è intermedio tra quello del difluoruro XeF2  (+2) e quello dell'esafluoruro XeF6 (+6); sull'esistenza del quarto fluoruro di Xe (XeF8) non si hanno evidenze.

## Proprietà, struttura molecolare e configurazione elettronica
Il tetrafluoruro di xenon in condizioni normali è un solido cristallino incolore che a 115,75 °C sublima, passando direttamente allo stato di vapore; poco oltre, a 117,10 °C, si trova il suo punto triplo. Sebbene XeF4 sia un composto termodinamicamente stabile, ΔHƒ° = -278 kJ/mol, è anche un forte fluorurante e ossidante, ed è migliore in questo di XeF2, ma inferiore a XeF6. Anche per questo è molto sensibile all'umidità e in acqua reagisce istantaneamente dando una varietà di prodotti, tra cui il triossido XeO3; questo a differenza di XeF2, che lo fa molto lentamente, dando solo Xe, HF e O2, ma non specie di xenon più ossidato.
La struttura del tetrafluoruro di xenon è stata indagata allo stato solido nel 1963 con la cristallografia a raggi X; si trova che esso cristallizza nel sistema monoclino con costanti di cella a = 5,03±0,03 pm, b = 5,90±0,03 pm, c = 5,75±0,03 pm, e l'angolo β = 100±1°; nella cella elementare sono presenti 2 molecole. L'atomo di xenon si trova al centro di un quadrato quasi regolare ai cui vertici sono collocati i 4 atomi di fluoro; la distanza Xe−F è di 192±3 pm. Entro i limiti sperimentali la simmetria molecolare è D4h.
La struttura di XeF4 nella sua soluzione in acido fluoridrico è stata indagata tramite spettroscopia RMN del nuclide 19F; da questa risulta la presenza nella molecola di 4 atomi F legati simmetricamente a Xe, i quali inoltre non subiscono scambio con il solvente. Un'ulteriore indagine di diffrazione neutronica conferma la struttura quadrata della molecola, con distanza Xe−F è di 195,3 pm ed angoli FXeF di 90,0°.
La struttura elettronica di Lewis di XeF4 prevede 12 elettroni di valenza per lo xenon (molecola ipervalente), 4 coppie dei quali sono di legame e restano 2 coppie solitarie: l'ibridazione di Xe prevedibile secondo la teoria del legame di valenza è sp3d2, nella quale i 6 orbitali ibridi puntano verso i vertici di un ottaedro, 4 dei quali sono usati per i 4 legami con i fluori e 2 per le coppie solitarie; queste tendono naturalmente a stare alla massima distanza possibile, collocandosi su due vertici opposti e lasciando quindi 4 fluori equatoriali ai vertici del quadrato di base dell'ottaedro. A questa stessa struttura portano le indicazioni del modello VSEPR.

## Sintesi
Il tetrafluoruro di xenon si forma scaldando sotto pressione una miscela di fluoro e xenon in rapporto 1:5 in un contenitore di nichel a 400 °C:
Xe + 2 F2   →   XeF4
Questa reazione con il fluoro è di equilibrio, per cui si formano anche difluoruro XeF2 e l'esafluoruro XeF6; naturalmente, la quantità di quest'ultimo composto cresce aumentando la quantità di fluoro nella miscela iniziale. Il nichel non ha funzione di catalizzatore per la reazione, si usa come contenitore sicuro in quanto, reagendo con il fluoro, si ricopre di una patina protettiva inerte di fluoruro di nichel.
Il tetrafluoruro di xenon può essere ottenuto anche fluorurando il difluoruro XeF2:
XeF2 + F2   →   XeF4

## Reattività
Il tetrafluoruro di xeno puro è un solido incolore stabile a temperatura ambiente in assenza di umidità. XeF4 è tuttavia un composto molto reattivo, con forti capacità fluoruranti e ossidanti: va evitato ogni contatto con sostanze organiche. In presenza di acqua subisce rapida disproporzione, formando xenon elementare, triossido di xenon, ossigeno e acido fluoridrico:
6 XeF4 + 12 H2O   →   4 Xe + 2 XeO3 + 3 O2 + 24 HF
Questa reazione rappresenta un pericolo perché XeO3 può reagire in modo esplosivo.
Sciolto in HF anidro attacca il platino riuscendo ad ossidarlo, formando tetrafluoruro di platino:
XeF4 + Pt   →   Xe + PtF4
Con l'idrogeno viene ridotto formando di acido fluoridrico e xenon elementare; la reazione inizia a procedere già 70 °C ed è completa a 130 °C:
XeF4 + 2 H2   →   Xe + 4 HF
Con buoni donatori di ioni fluoruro si comporta come acido di Lewis: reagendo con il fluoruro di tetrametilammonio forma il pentafluoroxenato di tetrametilammonio, che contiene l'anione pentagonale XeF5−; lo stesso anione si forma anche per reazione col fluoruro di cesio:
XeF4 + [N(CH3)4]+F−   →   [N(CH3)4]+[XeF5]−
XeF4 + CsF   →   CsXeF5
Manifesta la sua natura di donatore di ioni fluoruro solo reagendo con forti acidi di Lewis (forti accettori di ioni F−), come il pentafluoruro di bismuto o il pentafluoruro di antimonio, formando addotti contenenti formalmente il catione XeF3+. Ad esempio:
XeF4 + BiF5   →   [XeF3]+[BiF6]−
Il catione XeF3+ è stato identificato, tramite spettroscopia NMR, anche nel composto [XeF3]+[Sb2F11]−.
L'idrolisi controllata di XeF4 in acqua a 0 °C in presenza di acido solforico ha fornito l'ossido mancante dello xenon, quello di Xe(IV), ossia il diossido XeO2. Questo appare come un solido giallo alquanto instabile, con emivita di circa 2 minuti. A differenza degli ossidi superiori XeO3 e XeO4 che sono entrambe specie molecolari, XeO2 ha una struttura reticolare estesa in cui figurano unità planari quadrate [XeO4] nelle quali Xe è tetracoordinato e O dicoordinato (ossigeno a ponte).